# Bromus pseudolaevipes
Bromus pseudolaevipes är en gräsart som beskrevs av Wagnon. Bromus pseudolaevipes ingår i släktet lostor, och familjen gräs. Inga underarter finns listade i Catalogue of Life.